# Lukáš Železník
Lukáš Železník (* 18. června 1990) je bývalý český fotbalový útočník a mládežnický reprezentant. Naposledy působil v SFC Opava, kariéru ukončil v březnu 2021. Jeho oblíbeným týmem je AC Sparta Praha. Vlastnil svůj e-sport tým Zicon e-sport.
Jeho oblíbeným hráčem je Cristiano Ronaldo a Ruud Van Nistrelooy.
Od nové sezóny 2025/2026 nastoupil do funkce Videoanalytika v klubu FC Zlín.

## Klubová kariéra
Profesionální kariéru zahájil v roce 2010 v dresu moravského týmu FC Tescoma Zlín (později pod názvem FC Fastav Zlín). Po čase se stal kapitánem týmu. V roce 2011 hostoval v FC Hlučín.
V roce 2012/2013 se stal nejlepším střelcem druhé ligy. 
Se Zlínem zažil v sezóně 2014/15 postup do 1. české ligy. Ve druhém kole Synot ligy 2015/16 zajistil vítězným gólem výhru 1:0 doma proti FC Vysočina Jihlava a Zlín se vyhoupl na první místo v průběžné tabulce. Byl to hráčův první gól v české nejvyšší lize. Smlouvu se Zlínem měl do léta 2016, před zimním přestupovým obdobím 2015/16 odmítl v očekávání přestupu na lukrativnější adresu podepsat s klubem novou.
V sezoně 2015/2016 v podzimní části sezony nastřílel v zlínském dresu 8 golů a s Tomášem Poznarem byly nejúspěšnější hráči Zlína. 
V lednu 2016 přestoupil za cca 8 milionů Kč do týmu SK Slavia Praha, kde podepsal kontrakt na tři a půl roku. Svůj první gól vstřelil hned v prvním přípravném utkání proti FC Graffin Vlašim (výhra 4:0). Jeho angažmá ve Slavii negativně ovlivnilo dlouhodobé zranění kotníku, proto nastoupil pouze v 9 ligových zápasech (dohromady 379 minut), v nichž se střelecky neprosadil.
V zimní přestávce sezóny 2016/17 o něj projevily zájem (formou hostování) kluby FC Fastav Zlín a FK Teplice. Hráč však dal v lednu 2017 přednost přestupu do FK Mladá Boleslav. Transfer se zrealizoval za cca 6 milionů Kč, Železník podepsal smlouvu na 3,5 roku. V Mladé Boleslavi odehrál v jarní části sezóny 2016/17 12 ligových zápasů, v nichž nastřílel 3 góly.
V červnu 2017 jej odkoupil z Mladé Boleslavi FC Fastav Zlín, který vyztužoval kádr před účastí v základní skupině Evropské ligy UEFA 2017/18.

## Reprezentační kariéra
Lukáš Železník byl součástí mládežnických reprezentačních týmů ČR do 17, 18 a 19 let.